# 平方根日
平方根日指日和月是相同數字，相乘以後更能得出年份的日子，即日或月的平方為年，每個世紀也會有9次經過這個特別日子。過去的平方根日有2001年1月1日、2004年2月2日、2009年3月3日、2016年4月4日、2025年5月5日。下一個平方根日為2036年6月6日接下來是2049年7月7日、2064年8月8日而本世紀最後的平方根日為2081年9月9日。

## 所有日子
每個世紀中也會有這些平方根日：
- 1/1/01
- 2/2/04
- 3/3/09
- 4/4/16
- 5/5/25
- 6/6/36
- 7/7/49
- 8/8/64
- 9/9/81

### 中華民國
- 10/10/100（民國100年是2011年）
- 11/11/121（民國121年是2032年）
- 12/12/144（民國144年是2055年）